# Marc Henry
Marc Henry, nom de plume d'Achille Georges Thuret puis en 1889 Achille Georges d’Áilly-Vaucheret (né le 2 avril 1873 à Paris, mort le 24 décembre 1943 à Saint-Raphaël) est un artiste de cabaret, chansonnier, librettiste d'opéra et auteur et éditeur de chansons folkloriques françaises et allemandes.

## Biographie
Marc Henry est l'enfant naturel de Clémence Thuret. À partir de 1889, il est autorisé à utiliser le nom de famille d'Áilly-Vaucheret. On ne sait pas s'il fut autorisé par son père biologique ou s'il prend le nom de son beau-père. Henry est l'une des figures importantes du début du cabaret. Dans les cabarets parisiens, à la suite du Chat Noir, il apparaît comme chansonnier et animateur. À Munich, où il vit alors comme étudiant et correspondant pour des journaux français, il publie une revue Frano-Allemande à partir de 1899, il fut cofondateur des Onze Bourreaux en 1901. À Vienne, avec Marya Delvard, il fonde le cabaret Nachtlicht (1906) et le cabaret Fledermaus (1907). En avril 1906, il agresse le polémiste conservateur Karl Kraus qui avait écrit un article se moquant de Marya Delvard. Il effectue ensuite de nombreuses tournées avec Marya Delvard à travers l'Allemagne et la France. Il chante des chansons françaises, des ballades, ses propres compositions et des chansons folkloriques des siècles précédents, qu'il a compilées ou écrites lui-même dans le style ancien et publiées sous forme de partitions chez Scharfrichter-Verlag (plus tard transmis à Friedrich Hofmeister). Il chante des chansons parisiennes comme La Ballade des trois Gosses, Le Testament de Pierrot et La Berceuse bleue de Gabriel Montoya du répertoire d'Yvette Guilbert. Dans les chansons folkloriques françaises telles que La Légende de Saint-Nicolas ou les Chansons légères et galantes, Henry s'accompagne généralement au luth. Il interprète des chansons de soldats français dans un vrai costume de Zouave.
Le drame de Henry Les Yeux morts, écrit en 1897 et perdu, sert de base à l'opéra Die toten Augen (première en 1916) d'Eugen d'Albert, dont il écrit le livret avec Hanns Heinz Ewers. Pour l'opéra Ivas Turm (première en 1926) d'Ernst von Dohnányi, Henry travaille à nouveau avec Ewers en tant que librettiste.
Marc Henry fut marié à la chanteuse et artiste de cabaret Marya Delvard (1874–1965).

## Œuvre

### En français
- 1910 : Au pays des maîtres-chanteurs
- 1916 : L'Essor de la vie théâtrale et musicale en Allemagne
- 1917 : Réflexions sur l'art de la mise en scène
- 1917 : Trois villes : Vienne, Munich, Berlin
- 1918 : L'Avenir du théâtre en France
- 1919 : Villes et paysages d'outre-Rhin
- 1922 : Histoire d'une perle, d'un grain de poivre et d'un cloporte : étude sur la société allemande

### En allemand
- avec Hanns Heinz Ewers : Joli Tambour! Das französische Volkslied. Neues Leben, Berlin 1911.
- avec Hanns Heinz Ewers : Die toten Augen. Musique : Eugen d’Albert, 1916.
- avec Hanns Heinz Ewers : Ivas Turm. Musique : Ernst von Dohnányi, 1926.